# Volongo
Volongo (lombardul: Ulònch) település Olaszországban, Lombardia régióban, Cremona megyében. Lakosainak száma 467 fő (2023. január 1.). Volongo Casalromano, Fiesse, Gambara, Isola Dovarese, Pessina Cremonese és Ostiano községekkel határos.

## Népesség
A település lakossága az elmúlt években az alábbi módon változott:
| Lakosok száma | 553  | 525  | 499  | 467  |
|               | 2013 | 2017 | 2018 | 2023 |